# Yokohama Arena
A Yokohama Arena (横浜アリーナ; Hepburn: Yokohama Arīna) fedett aréna Jokohamában. Az 1989-ben megnyitott aréna befogadóképessége 17 000 fő. A létesítményt a New York-i Madison Square Garden sportcsarnokról mintázták. Az épület 5 perces sétára található a legközelebbi metrómegállótól, a JR/Jokohamai metró Sin-Jokohama állomásától.
A Kantó régió egyik legnagyobb koncertcsarnoka révén gyakran itt fejezik be az előadók a koncertturnéikat. A tágas színpadtér lehetőséget ad a bonyolultabb díszlettervre és világításra, de a Tokyo Dome-mal szemben észszerűbb mérete megkönnyíti a telt házas jegyeladásokat.

## Története

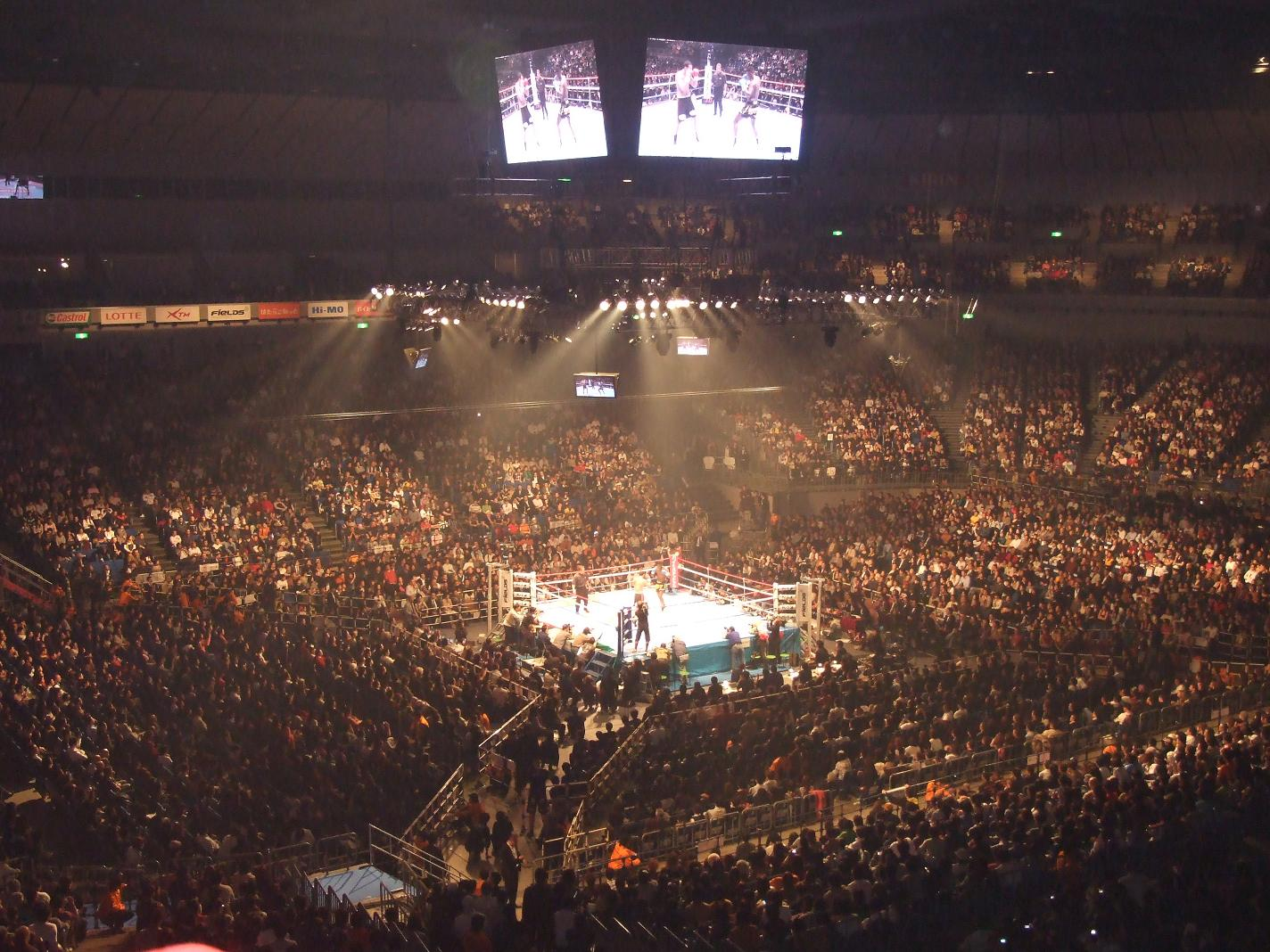
A 2008-as K-1 World Grand Prix 2008 döntő a Yokohama Arenában

A Yohohama Arenát 1989. április 1-jén nyitották meg Macutója Jumi neves japán énekes-dalszerző koncertével. Számos neves japán előadó adott koncertet az arénában, köztük az AKB48, Amuro Namie, a B’z, a C-ute, Gackt, a Glay, Hamaszaki Ajumi, Hide, az Ikimono-gakari, L’Arc-en-Ciel, a Luna Sea, Mizuki Nana, a Morning Musume, a Mr. Children, a One Ok Rock, a Princess Princess, a Scandal, a Southern All Stars, Utada Hikaru, az X Japan, illetve Miku Hacune virtuális díva is. Olyan nemzetközi előadók is felléptek itt, mint Mariah Carey, Paula Abdul, Whitney Houston vagy Steve Winwood, illetve olyan K-pop együttesek, mint a SHINee, Big Bang, a Kara, a 2NE1, a TVXQ, az F.T. Island, a CN Blue vagy Junho (2PM).
A zenei rendezvények mellett harcművészeti versenyeket is tartanak az arénában, így például a 2008-as K-1 World Grand Prix 2008 döntőt is.